# Langolen
Langolen é uma comuna francesa na região administrativa da Bretanha, no departamento Finisterra. Estende-se por uma área de 17,05 km². Em 2010 a comuna tinha 883 habitantes (densidade: 51,8 hab./km²).